# Samyang-dong, Jeju
Samyang-dong (koreanska: 삼양동) är en stadsdel i staden Jeju på norra delen av ön Jeju och provinsen Jeju i den södra delen av Sydkorea, 500 km söder om huvudstaden Seoul. 